# Blind Mind
『Blind Mind』（ブラインド マインド）は、2023年1月6日に公開された日本の短編映画。監督は初監督作品となる矢野友里恵、主演は佐藤寛太（劇団EXILE）。
ゆうばり国際ファンタスティック映画祭、あいち国際女性映画祭への出品を経て、劇場公開を迎えることとなった。
恋に無欲な盲目の青年と、ルッキズム（外見至上主義）に葛藤するインフルエンサーの少女の出会いが描かれる。
ゆうばり国際ファンタスティック映画祭、あいち国際女性映画祭への出品を経て劇場公開を迎えることとなった。

## キャスト
満井祐
演 - 佐藤寛太（劇団EXILE）
盲目の青年。自分は恋とは無縁だと言い切る。
仲道フミカ
演 - 平祐奈
ルッキズムに苦しむインフルエンサーの少女。
その他（役名不詳）
演 - モクタール、芦沢ムネト、アベラヒデノブ、椿原愛、原あや香、平井珠生、副島和樹、松田真織、五月女歩美、上田あかり、山田朝華

## スタッフ
- 監督・編集 - 矢野友里恵
- 脚本・プロデュース - 灯敦生
- 撮影 - 武井俊幸
- 録音・整音 - 柳田耕佑、田上直人、富谷颯輝
- 衣装 - 大谷明莉
- メイク - 松本智菜美
- 制作 - 阿部桜久、服部晃己、稲垣亮太、中里みのり、寺田耀、松田天星、竹村幸、谷瀬 智秋
- ラインプロデューサー -  加藤桃
- デザイン - Rak
- 美術 - Shigehisa
- 音楽 - Timeless Wave、soma
- カラリスト - 有賀遼
- VFX - 潮杏二
- スチル - 坂功樹
- 助監督 - 小池匠
- 配給 - イハフィルムズ